# Columna (film)
Columna este un film istoric româno-vest german din 1968, regizat de Mircea Drăgan după scenariul scris de romancierul Titus Popovici. Rolurile principale sunt interpretate de Richard Johnson, Antonella Lualdi, Ilarion Ciobanu, Ștefan Ciubotărașu, Amedeo Nazzari, Amza Pellea, Emil Botta, Franco Interlenghi, Gheorghe Dinică și Florin Piersic.
Acțiunea filmului are loc în anii 106-111 d.Hr., adică în timpul celui de-al doilea război daco-roman și după transformarea Daciei în provincie romană. Filmul evocă momentele colonizării Daciei de către romani, fiind structurat în două părți distincte: războiul și pacea.
El se află pe locul 7 în topul celor mai vizionate film românești din toate timpurile după cum atestă un comunicat din 2006 al Uniunii Autorilor și Realizatorilor de Film din România. Acest film a fost propunerea României la Premiul Oscar pentru cel mai bun film străin în 1969, dar nu a fost nominalizat în competiție.

## Rezumat

### Partea I-a
În anul 106, armata romană condusă de împăratul Traian (Amedeo Nazzari) a ajuns la porțile cetății dacice Sarmizegetusa. Invadatorii au beneficiat de sprijinul trădătorului Bastus (Gheorghe Dinică), care crescuse la Roma; el i-a dezvăluit împăratului planurile lui Decebal și locul unde era ascuns tezaurul dacilor din apa Sargeției, apoi le-a arătat romanilor cum să spargă conducta ce alimenta cetatea cu apă. Romanii au atacat Sarmizegetusa, iar puținii daci supraviețuitori, flămânzi și însetați, au fost nevoiți să părăsească cetatea și să se retragă în munți pentru a continua rezistența acolo. Din porunca lui Decebal (Amza Pellea), nobila Andrada (Antonella Lualdi) a plecat în munți împreună cu nepotul regelui dac, pentru a-l proteja de romani.
La plecarea din Sarmizegetusa, Decebal le ține dacilor o cuvântare în care le spune că au obligația de a-și apăra până la moarte pământurile în fața invadatorilor și își afirmă voința de a continua lupta. „Nimic nu e pierdut niciodată. [...] Am păzit o singură lege: să nu ne plecăm genunchii niciodată în fața nimănui. [...] Atâta timp cât mă voi putea mișca, atâta timp cât va mai fi un singur dac care va vrea să trăiască liber, ne vom bate pentru acest pământ bun și frumos. Dacă nu mai avem cetăți, ne vom bate în ruinele lor. Și cât va mai fi o singură palmă de pământ pe care să putem sta în picioare, ne vom bate pentru palma aceea. Aceasta-i legea. Singura. Alta nu cunosc. Ultimul drept pe care-l avem este să ne dăm moartea, dar ultimul!”. Într-o discuție cu căpetenia dacă Gerula (Ilarion Ciobanu), Decebal afirmă că vrea să strângă armata, să ceară ajutor de la toate triburile din jur și să-i atace din nou pe romani până când Traian va cere încheierea păcii.
Deși a cucerit cetatea Sarmizegetusa, Traian consideră că războiul nu se va sfârși până când Decebal nu va fi prins. Plecat în căutarea lui Decebal, generalul roman Tiberius Ulpius Cizianus (Richard Johnson) reușește să găsească ascunzătoarea regelui dac, cu ajutorul lui Bastus. Pentru a nu fi prins viu și a nu deveni sclav al romanilor, Decebal se sinucide, iar Tiberius îi taie capul și mâna dreaptă pe care i le aduce împăratului. Martor al sinuciderii regelui dac și apoi al comportamentului barbar al lui Tiberius, Gerula reușește să se elibereze din lanțuri și să fugă.
Dându-și seama că teritoriul va fi pierdut dacă armata se va retrage, Traian hotărăște ca soldații și ofițerii cei mai buni și cetățenii cei mai capabili să rămână în Dacia. Deși îi promisese că-l va trimite la Roma, împăratul îi poruncește lui Tiberius să rămână în Dacia pentru a întări poziția romanilor în teritoriul cucerit, a construi fortificații de apărare în nordul regiunii, castre și monumente care să glorifice puterea Romei.
Mergând cu oastea sa înspre nordul Daciei, Tiberius este atacat într-un sat de un tânăr dac (Ovidiu Moldovan). Generalul dispune incendierea satului și crucificarea tânărului, dar căpetenia dacă Ciungu (Ștefan Ciubotărașu) îi oprește pe romani și cere ca tânărul să fie judecat de sfatul bătrânilor pentru că a încălcat actul de supunere față de Roma. Tânărul este condamnat la moarte, dar Tiberius poruncește eliberarea lui. Bătrânul dac, care își pierduse mâna în lupta de la Tapae (101), îi mulțumește comandantului roman, deoarece tânărul nesăbuit era ultimul fiu pe care-l mai avea, toți ceilalți fiind uciși în războiul cu romanii. Pe drumul către locul unde trebuia să construiască o cetate, generalul este călăuzit de Ciungu și apoi de marele preot dac (Emil Botta).
Tiberius se oprește într-un loc aflat în munți, horărând să ridice acolo castrul roman. Fără ca el să știe, în munții din apropiere se afla o așezare unde se retrăseseră bătrânii, femeile și copiii dacilor. Gerula sosește acolo, aducându-l cu el pe Bastus pe care-l obligă să recunoască că și-a trădat neamul. Trădătorul este legat și batjocorit de toți, urmând a fi ținut prizonier până la alungarea romanilor din Dacia. Credincios dorinței regelui Decebal, Gerula vrea să continue lupta pentru eliberarea țării. El îi instruiește pe băieți la călărie, lupta cu sabia și trasul cu arcul, încercând să-i formeze ca luptători.
Timpul trece, iar romanii muncesc din greu la construirea castrului. În lipsa lui Tiberius, plecat să-i aducă pe dacii conduși de Ciungu pentru ridicarea castrului roman, centurionul Sabinus (Florin Piersic) o surprinde pe femeia dacă Zia (Sidonia Manolache) rugându-se la zeul Zamolxe, fuge după ea și o prinde; cei doi devin iubiți. Urmărind-o, el dă de așezarea dacilor și face o incursiune acolo împreună cu mai mulți militari. Așezarea este apărată însă de Gerula, care-i scoate ochii lui Sabinus. Soldații romani aduc cu ei în tabără câteva femei, pe care Tiberius le eliberează. Andrada, care îl ucisese pe soldatul Iulius, urmează să fie judecată, iar Ciungu îi spune generalului roman că femeia a vrut doar să se apere și că trebuie s-o apere de justiția romană. Ea vrea să fugă din tabără și să-l aducă pe Gerula pentru a-i ucide pe romani.
Între timp, dacii conduși de Ciungu lucrează alături de romani și construiesc un monument triumfal al victoriei. Tiberius îi spune Ciungului că vrea să construiască aici case, drumuri, terme și apeducte, iar căpetenia dacă vrea să-l ajute pentru ca nivelul de trai al dacilor să crească. Într-o seară, generalul îi face Andradei o declarație de dragoste, dar aceasta îl respinge. Femeia vrea să fugă din tabără a doua zi, dar dacii conduși de Ciungu îngenunchează în fața ei și o roagă să rămână, pentru că ea este chezășia vieții lor. Adresându-i-se Andradei, Ciungu îi spune: „Fata mea, noi trebuie să trăim aici, pe pământul ăsta, să durăm. Noi suntem ai pământului ăstuia care e al nostru. Numai așa îi putem învinge, rămânând aici”. Andrada rămâne în castru și devine cu timpul iubita lui Tiberius.

### Partea a II-a
Timpul a trecut, iar provincia Dacia a devenit acum Dacia Romană. Tiberius nu a mai plecat la Roma, trăind în castrul întemeiat de el. În anul 111, Andrada naște un băiat care primește numele de Tiberius Ulpius Traianus. Copilul este crescut în legea romană, dar mama sa îi spune povești despre marele rege Decebal. Traian a ridicat castrul la rang de municipium, trimițându-l acolo pe emisarul Marius Fortunatus. Trimisul roman este ucis însă de o săgeată trasă de Gerula. Anii trec, iar copilul Traianus crește. În castru se nasc și alți copii din relațiile de dragoste între soldații romani și femeile dace; Sabinus devine învățătorul lor.
Într-una din zile, convoiul cu aur trimis către Roma este oprit de băieții educați de Gerula, care deveniseră adulți; dacii (inclusiv Ciungu) și romanii sunt uciși cu toții, mai puțin Optimus (Franco Interlenghi), care este lăsat în viață pentru a-i aduce lui Tiberius mesajul că toți romanii care nu vor părăsi Dacia vor sfârși la fel. Soldații se revoltă și o acuză pe Andrada că i-a trădat, plângându-se generalului că au ajuns să mănânce, să se îmbrace și să trăiască la fel ca dacii, iar Optimus își strigă nedumerirea: „Noi i-am învins pe ei sau ei ne-au învins pe noi?”. Tiberius pornește cu armata în munți și se întâlnește cu oastea lui Gerula; generalul roman îi cere conducătorului dac să trăiască împreună în pace, altfel se vor nimici unii pe alții, iar teritoriul Daciei Romane va fi ocupat de alte popoare.
Hoinărind prin pădure, Traianus se întâlnește cu Gerula, iar acesta din urmă își dă seama că copilul a moștenit trăsăturile sufletești ale dacilor: curajul și vitejia. Căpetenia dacă îi spune copilului să-i transmită lui Tiberius că un singur om mai trebuie să moară pentru a fi pace în Dacia.
Dacia este atacată de o hoardă numeroasă de barbari, iar Gerula hotărăște să se alăture lor pentru a-l prinde pe comandantul roman și a răzbuna moartea regelui Decebal. Marele șef al barbarilor îi spune însă că vor să-i alunge pe romani pentru a se așeza ei acolo, iar căpetenia dacă își dă seama că astfel va fi înlocuit un ocupant care a adus civilizație în țară cu un altul care va aduce distrugere. Gerula își convinge băieții să lupte alături de romani pentru alungarea barbarilor care vor să le ia pământurile. El îl eliberează pe Bastus, spunându-i să plece încotro va voi. Barbarii sunt alungați de oștile daco-romane, dar tânărul nepot al lui Decebal, crescut de Gerula, moare în luptă. Comandantul roman vede trupul celui ce ar fi trebuit să fie viitorul rege al dacilor și se apropie cu sabia în mână. Gerula profită de ocazie pentru a-l ataca cu sabia și îl ucide în luptă, împlinind astfel îndelung urmărita răzbunare pentru batjocorirea trupului lui Decebal. Comandantul roman moare, privind în ceasul morții trupul tânărului rege.
Filmul se încheie cu Gerula spunându-i lui Traianus că tatăl lui a fost un mare viteaz și anunțându-l că-l va învăța să se lupte „pentru că va trebui să ne batem, tu, copiii tăi, copiii copiilor tăi, pentru acest pământ bun și frumos”.

## Distribuție
- Richard Johnson — generalul roman Tiberius, comandantul castrului
- Antonella Lualdi — Andrada, nobilă dacă, soția lui Tiberius
- Ilarion Ciobanu — Gerula, căpetenie dacă
- Ștefan Ciubotărașu — Ciungu, căpetenie dacă
- Amedeo Nazzari — împăratul Traian
- Amza Pellea — regele dac Decebal
- Emil Botta — Marele Preot al dacilor
- Franco Interlenghi — centurionul Optimus
- Gheorghe Dinică — trădătorul dac Bastus
- Florin Piersic — centurionul Sabinus
- Sidonia Manolache — femeia dacă Zia, iubita lui Sabinus
- Constantin Bărbulescu — emisarul roman Marius Fortunatus
- Maria Cupcea — Prisosta, mama lui Bastus
- Bogdan Untaru
- Nicolae Sireteanu
- Radu Nicolae
- Alexandru Platon — marele șef al hoardei barbare (menționat Alex. Platon)
- Simion Negrilă
- Iulian Necșulescu — general roman
- Ioan Niciu — soldat roman
- Stelian Cremenciuc — soldat roman, prieten al lui Sabinus
- Jean Lorin Florescu — inginerul Apolodorus
- Alexandru Vrancea (menționat Al. Vrancea)
- Mihai Boghiță — soldatul roman Iulius
- Ovidiu Moldovan — fiul ciungului (menționat Ovid Moldovan)
- Dan Dinulescu
- Ion Pascu — dac cu barbă albă
- Constantin Manea (menționat Const. Manea)
- Ion Ostafi
- Raul Șilimon
- Vladimir Jurăscu
- Constantin Lungeanu (menționat Const. Lungeanu)
- N.N. Matei
- Gavril Tănase
- Carol Kron
- Petre Petrov
- Gheorghe Pufulete
- Alexandrina Pascu
- Ina Otilia Ghiulea
- Dinu Gherasim
- Gheorghe Poiană
- Andrei Grosly

### Dublaj de voce (în limba română)
- Mircea Albulescu — comandantul roman Tiberius
- Valeria Gagealov — Andrada, nobilă dacă
- Geo Barton — împăratul Traian
- Gheorghe Cozorici — centurionul Optimus

## Mitul strămoșilor în film
Filmul Columna prezintă începuturile procesului de romanizare a Daciei, având drept surse Istoria Romana a lui Dio Cassius, Getica lui Iordanes, Getice a lui Criton, Satirele lui Iuvenal, precum și basoreliefurile de pe monumentul triumfal Tropaeum Traiani de la Adamclisi și de pe Columna lui Traian din Forul Roman. Istoricii consideră că 2/3 din natura filmului este diegeză (univers fictiv), expresia artistică ocupând o pondere mai mare decât cea cu informația propriu-zisă. O mare parte din film conține scene imaginare.
Acțiunea din filmul Columna are la bază foarte puține date istorice, existând însă numeroase trimiteri la evenimentele relatate de Dio Cassius și de celelalte surse, care au avut loc în perioadele anterioare. În plus, opera Istoria Romana conține numeroase greșeli, fiind amestecate legende, descrieri și fapte eroice ieșite din comun, majoritatea lor nefiind confirmate arheologic (spre exemplu, ascunderea tezaurului dacic sub râul Sargeția).
Istoricul Ciprian Plăiașu a constatat că în film sunt prezente o serie de elemente care țineau de „Epoca de Aur”: întruniri frecvente (ultimul sfat al dacilor la Sarmizegetusa, întâlnirea lui Traian cu generalii săi după răscoala prizonierilor daci la auzul morții lui Decebal), ceremoniile (victoria romanilor asupra dacilor la Sarmizegetusa, celebrarea nașterii primului român, ridicarea la rang de municipiu) și cultul conducătorilor. El consideră că autorii filmului au apelat la denaturări și exagerări voite pentru a induce subtil ideea de dragoste de țară, cinematografia contribuind la reîmprospătarea simbolurilor naționale, a eroului național care a învins indiferent de perioada în care a apărut. La începutul filmului sunt prezentate „frumusețile patriei”, pentru care strămoșii urmează să lupte și să se jertfească. Bogățiile țării sunt considerate ca neprețuite, de aceea ele au fost râvnite de ceilalți. Dacii sunt prezentați ca având ca principale trăsături cinstea, vitejia și independența, ei neducând lupte de cucerire și trăind întotdeauna în pace cu toți vecinii.
Spre deosebire de Dacii și Burebista, romanii sunt descriși în acest film într-o lumină pozitivă, dorindu-se să se scoată în evidență descendența poporului român din două popoare de viteji. Cuceritorii nu mai sunt prezentați aici ca invadatori lacomi și barbari, ci constructori de drumuri, case, temple și apeducte. Romanii așezați în Dacia sunt descriși în discursul lui Traian ca fiind „cei mai buni ofițeri, soldații cei mai buni, cetățenii cei mai capabili nu vor vedea prea curând zidurile Romei...”, în timp ce primul copil născut într-o familie mixtă daco-romană este prezentat de Tiberius ca „cetățean al Romei și al Daciei, om liber și stăpân”.
Plăiașu consideră că mitul strămoșilor reprezentat în filmele din așa-zisa «epopee națională» este „un produs al mașinăriei de propagandă, iar scopul nu era altul decât adularea conducătorilor al căror cult atinsese proporții monumentale”.
Vorbind despre filmele istorice românești produse în timpul regimului comunist, conf.dr. Elena Saulea a recunoscut că filmele trebuiau să se raporteze direct la istoria oficială, agreată de regim, ele aflându-se sub directa și atenta supraveghere a cenzurii. Totuși, ea a criticat opinia tinerilor cinefili că genul istoric ar fi fost integral compromis nu doar politic, ci și estetic.

## Producție

### Origine
În a doua jumătate a anilor '60 ai secolului al XX-lea, au început să fie realizate în România mai multe filme istorice în scopuri patriotice, propunându-și să evoce personalitățile dominante din trecutul neamului românesc și vechimea poporului. Romancierul Titus Popovici a scris două scenarii despre ocuparea Daciei de către romani și despre geneza poporului român: Dacii (1967) - regizat de Sergiu Nicolaescu și Columna (1968) - regizat de Mircea Drăgan.
Columna continua acțiunea din Dacii, scenaristul preluând unele personaje din filmul regizat de Sergiu Nicolaescu și anume: Decebal (Amza Pellea) și Marele Preot dac (Emil Botta).
Filmul se afla în planul de realizări al cinematografiei românești, dar apariția peliculei Dacii (1967) dedicată războaielor daco-romane a urgentat intrarea sa în producție.

### Filmări
Filmul Columna a fost o coproducție româno-est germană realizată de Studioul Cinematografic București și compania CCC-Film din Berlin (condusă de Artur Brauner). După discutarea scenariului în Consiliul Artistic, filmul a intrat în faza de producție la 9 ianuarie 1967. La realizarea filmului au fost folosiți următorii consultanți: consultant istoric - prof.dr. Hadrian Daicoviciu (renumit dacolog, fiul lui Constantin Daicoviciu), consultant militar - lt. col. Gheorghe Romanescu, consultant de lupte - Angelus Pellegrini, consultanți de călărie - Ion Apahideanu și Florea Pădureanu și consultant de dansuri - Petre Bodeuț. Filmul a fost realizat în studiourile Centrului de Producție Cinematografică București.
Filmările au avut loc în perioada 7 octombrie 1967 - 31 ianuarie 1968, 1-4 martie 1968, 23-28 martie 1968, 5-10 aprilie 1968 și 28 aprilie - 2 mai 1968, fiind realizate cu concursul Consiliului Superior al Agriculturii și al ansamblului Perinița. Au fost folosiți 6.000 de soldați și 1.000 de călăreți pe post de figuranți, ei provenind din trupele de vânători de munte ale Ministerului Forțelor Armate al Republicii Socialiste România. Cadrele exterioare au fost filmate la Râșnov, Zărnești, Stâna de Vale, Cheile Bicazului și pe platoul Bucegilor, iar cele interioare la Buftea. La filmări au fost folosiți 42.049 metri de negativ color.
Regizorul principal Mircea Drăgan a fost ajutat de cinci regizori secunzi (Silviu Dimitrovici, Dimitrios Sukas, Mircea Iva, Dumitru Bobîrcă și Alex. Maldea). Filmările au fost realizate de un număr mare de cameramani (Dumitru Constantin-Foni, Mihai Mihăilescu, Dan Dădîrlat, Marius Ciușcă, Mircea Mladin, Oltea Valahu, Ioan Floroiu, Ștefan Balamaci, Nicu Constantinescu, Gheorghe Carabașu, Marin Vochin și Gheorghe Baciu), îndrumați de directorul de imagine Nicu Stan.
Distribuția filmului a fost una internațională, printre interpreți aflându-se actorul englez Richard Johnson și actorii italieni Antonella Lualdi, Amedeo Nazzari și Franco Interlenghi, ale căror voci au fost dublate în varianta românească de Mircea Albulescu, Valeria Gagealov, Geo Barton și Gheorghe Cozorici.
Muzica a fost compusă de Theodor Grigoriu și interpretată de Orchestra Simfonică a Cinematografiei dirijată de Paul Popescu. Efectele speciale au fost realizate de Teodor Drăgan, Nicolae Sanda, Iosif Drăgan și Vasile Dincă.
Filmul a fost vizionat de conducerea Consiliului de Stat pentru Cultură și Artă (C.S.C.A.), care l-a acceptat fără modificări. Copia standard a fost finalizată la 28 iunie 1968. Cheltuielile de producție ale părții române s-au ridicat la 19.395.369 lei.
Filmul are o durată de 133 minute, fiind format din două părți de durate inegale: prima parte are 93 de minute, iar partea a II-a are doar 40 de minute. În afară de versiunile română și germană, a fost realizată și o versiune engleză de 93 de minute, care a fost difuzată pe plan internațional de către compania Columbia Pictures.

### Decoruri și costume
Decorurile filmului au fost realizate de scenograful Liviu Popa, care lucrase și la Dacii. Cele două civilizații descrise sunt prezentate în mod diferit prin detalii și compoziție de cadru filmic. Cadrele spațiale ale civilizației dacilor (munții, sala-peșteră de ceremonii) conțin elemente asociate cu naturalul: lemn, lână, piatră, aur și pământ, simbolizând strânsa legătura a lor cu basmele și miturile. Dacii se remarcă prin austeritate și solemnitate, ei părând a fi parte din decor ca și stâncile munților. Corturile romanilor cuceritori au culori violente, în interior sunt acvile metalice, draperii, mătăsuri și catifele abundente simbolizând un fundal eroic și un lux teatral orbitor.
Scenograful Liviu Popa a refăcut „aproape până la suprapunere” imaginile de pe columnă pentru a exprima sfârșitul civilizației dacice. Dacii sunt reprezentați în legătură cu mediul de viață natural, muntele și platourile vaste.
Diferențele dintre cele două civilizații se exprimă și prin costume. Coifurile cu pene și armurile cu zale zornăitoare purtate de romani simbolizează prestigiul cuceritorilor. Prin contrast, cușma dacică, asemănătoare cu o bonetă frigiană, pare luată de pe Columna originală, părând a fi un simbol mitic. Până și culorile diferă: veșmintele romanilor sunt colorate în galben și albastru, în timp ce dacii poartă pe spate cergi în culori gri prin care se confundă cu stâncile munților.
Cei doi conducători – romanul Tiberius și marele preot dac – sunt prezentați ca un fel de misionari ai civilizației pe care o reprezintă. Dar, în timp ce Tiberius poartă mantii cu șireturi și ornamente strălucitoare ce simbolizează măreția, marele preot dac este îmbrăcat în straie albe semănând cu un profet ce „plutește parcă peste timp și se metamorfozează, devenind fie homeric, fie mioritic, fie viziune fata morgana”.

## Recepție

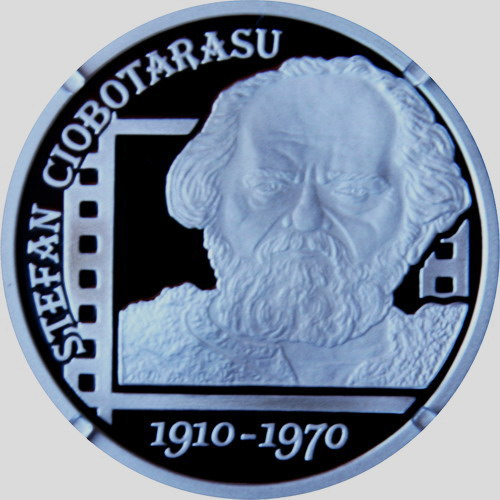
Monedă omagială din argint emisă de BNR în anul 2010 cu chipul actorului Ștefan Ciubotărașu în rolul tarabostesului ciung din Columna

Premiera absolută a filmului a avut loc la 24 octombrie 1968, în cadrul Festivalului Internațional al Filmului de la San Francisco. Premiera versiunii germane a fost organizată în 1 noiembrie 1968, la Viena, în timp ce premiera versiunii românești a avut loc în 18 noiembrie 1968, la București.
Filmul Columna a fost vizionat de 10.508.376 spectatori la cinematografele din România, după cum atestă o situație a numărului de spectatori înregistrat de filmele românești de la data premierei și până la data de 31.12.2007 alcătuită de Centrul Național al Cinematografiei. El se află astfel pe locul 7 în topul celor mai vizionate film românești din toate timpurile după cum atestă un comunicat din 2006 al Uniunii Autorilor și Realizatorilor de Film din România.

### Premii și onoruri
Columna a fost propunerea României la Premiul Oscar pentru cel mai bun film străin în 1969, dar nu a fost nominalizat în competiție. El a obținut totuși în același an Diploma de Merit la Festivalul Internațional de Film de la Adelaide (Australia).
Banca Națională a României a pus în circulație, începând cu data de 16 august 2010, în scop numismatic, o monedă din argint cu valoarea nominală de 10 de lei, emisiunea „Aniversarea a 100 de ani de la nașterea actorului Ștefan Ciobotărașu”. Moneda era rotundă cu margine zimțată, avea un diametru de 37 mm și o greutate de 31,103 grame, precum și un titlu de 999/1000. Monedele emise aveau putere circulatorie pe teritoriul României. Pe reversul monedei era reprezentat bustul actorului Ștefan Ciobotărașu, în rolul pe care l-a jucat în filmul Columna. Tirajul avea 1.000 de bucăți.

### Recenzii critice
Jurnalistul Cristian Tudor Popescu, doctor în cinematografie și profesor asociat la UNATC, considera Columna drept un film cu caracter politic și propagandistic al epocii comuniste. Filmele istorice realizate în timpul conducerii țării de către Nicolae Ceaușescu ar fi avut scopul să marcheze „noua doctrină a independenței față de Moscova, precum și lansarea național-comunismului care, sprijinit pe protocronism, va caracteriza epoca Ceaușescu”. Noua doctrină politică urmărea realizarea de filme în care să fie rescrisă istoria națională. Potrivit lui Popescu, scopul propagandistic al filmului Columna a fost contracararea teoriei lui Rösler privind „vidul valah”, adică al dispariției în totalitate a dacilor din Transilvania și a formării poporului român în teritoriile din sudul Dunării.
Opinia că acest film ar avea un caracter propagandistic este susținută și de regizorul Sergiu Nicolaescu în cartea sa de memorii. El afirmă că Nicolae Ceaușescu ar fi fost nemulțumit că dacii din filmul lui Nicolaescu ar fi „prea barbari” și ar fi solicitat ca în următoarele filme să se aducă o serie de corecții în comportamentul și educația dacilor, care „vorbeau ca la plenare”.
În lucrarea „Istoria filmului românesc (1897-2000)” (2000), criticul Călin Căliman aprecia că accentul a fost mutat în acest film de la luptele între daci și romani la dramele individuale. În urma sinuciderii lui Decebal, care și-a dat seama că războiul este pierdut, „simbolul invincibilității - al dârzeniei și eroismului împinse până la fanatism - este preluat de Gerula, admirabil interpretat de Ilarion Ciobanu”. El este un personaj orbit de ură împotriva celor care i-au îngenunchiat poporul și în apropiere de finalul filmului îl va ucide pe Tiberius, comandantul teritoriului ocupat de romani, deși acesta se căsătorise cu o dacă, Andrada, și avea cu ea un copil. Bătrânul și înțeleptul Ciungul, interpretat de Ștefan Ciubotărașu, „un personaj de mare simplitate tragică, simbol al perenității pe pământurile strămoșești”, apare în film ca o contrapondere la fanaticul Gerula. Potrivit criticului, „aceasta a fost ultima înfruntare dramatică daco-romană, înainte ca personajele istorice - o sugerează filmul - să fie săpate în columnă, columna nașterii poporului român”.
Tânărul critic Andrei Gorzo a afirmat că filmul Columna a fost gândit de scenarist în termeni umani, în primul rând ca o dramă istorică vie. Personajele au fost proiectate la scară normală: Tiberius este prezentat ca un militar disciplinat, dar și ca un om educat și înțelept, Gerula este un om demn și tenace, a cărui rezistență la ocupație se transformă în timp în rezistență oarbă față de progres, iar tarabostele ciung este un om înțelept. Criticul a lăudat filmul, spunând că i-a plăcut prezența actorilor, străini, festivismul decent al marelui moment istoric, evidențierea sentimentelelor „de neputință, de umilință și de frustrare ale unui popor mic, condamnat la supunere”, interpretarea superbă de către Gheorghe Dinică a trădătorului Bastus a cărui replică („În nemernicia mea, ca un câine turbat am mușcat mâna care mă hrănea”) „a intrat pe merit în folclor”. Nereușitele filmului s-ar datora regizorului Mircea Drăgan care, în ciuda faptului că dispunea de toate mijloacele necesare (prezența unui conflict dramatic, un decor natural sălbatic și înzăpezit, măștile purtate de barbari ce inspirau teamă), a fost neinspirat în filmarea și montajul scenelor de bătălie dintre oștile lui Tiberius, alături de trupele conduse de Gerula, și invadatorii barbari.
Profesoara Elena Saulea a considerat Columna drept o „sensibilă reformulare a unei întâmplări cu tâlc” în care sunt prezente mai multe motive epopeice: realizarea de către cuceritori a unor „fapte durabile” în teritoriul ocupat, călătoria eroului, alegerea locului potrivit pentru întemeierea unei cetăți, prezența trădătorului, iubirea înfiripată între bărbații învingători și femeile învinșilor, sacrificiul eroului în scopul obținerii păcii și continuarea vieții în ciuda tuturor opreliștilor.
Criticul Tudor Caranfil a dat filmului două stele din cinci și a făcut următorul comentariu: „Inspirat din „primul film înscris în piatră al cuceririi Daciei”, scenariul lui Titus Popovici se concentrează asupra construirii unui municipium roman, cu împăcarea dintre învingători și învinși și sugestia genezei unui popor. Un material dramatic mult peste posibilitățile regizorului era pulverizat în încăierare oarbă. Paradoxal, ca și în Neamul Șoimăreștilor, ritmul trenează tocmai în confuzele scene de bătălie. „Mizanscena face ca totul să pară fără legătură și fără tensiune” constata „Stuttgarter Zeitung”. Diplomă merit – Adelaide și peste 10 milioane de spectatori în România. Pt. versiunea românească s-a recurs la dublajul vocilor pt. Richard Johnson (Mircea Albulescu), Antonella Lualdi (Valeria Gagialov), Amedeo Nazzari (Geo Barton), și Franco Interlenghi (Gh. Cozorici).” 

## Replici celebre
Una dintre replicile celebre ale acestui film este cea rostită de trădătorul Bastus după ce a fost adus de Gerula în fața mamei sale: „În nemernicia mea, ca un câine turbat, am mușcat mâna care m-a crescut și care m-a hrănit.”.
O alta este spusă soldaților romani de căpetenia dacă Gerula: „Ce căutați în munții noștri?”, care e cunoscută și dintr-o anecdotă de la filmări povestită de Florin Piersic. La petrecerea de final, interpretul lui Gerula, Ilarion Ciobanu a vrut să o invite la dans pe secretara reprezentantului internațional al coproducției. Reprezentantul internațional l-a refuzat sec în numele doamnei. Florin Piersic își amintește cum Ilarion Ciobanu și-a dat cușma dacică pe ceafă și a strigat ca-n film, mai să-l „umfle” pe interlocutor: „Măăăăă.... Ce căutați în Munții noștri????”